# Campyloneurum decurrens
Campyloneurum decurrens là một loài thực vật có mạch trong họ Polypodiaceae. Loài này được C. Presl miêu tả khoa học đầu tiên năm 1836.